# Герцогство Сора
Герцогство Сора (итал. Il Ducato di Sora) — небольшое средневековое итальянское герцогство, располагавшееся в регионе Лацио с центром в городе Сора.

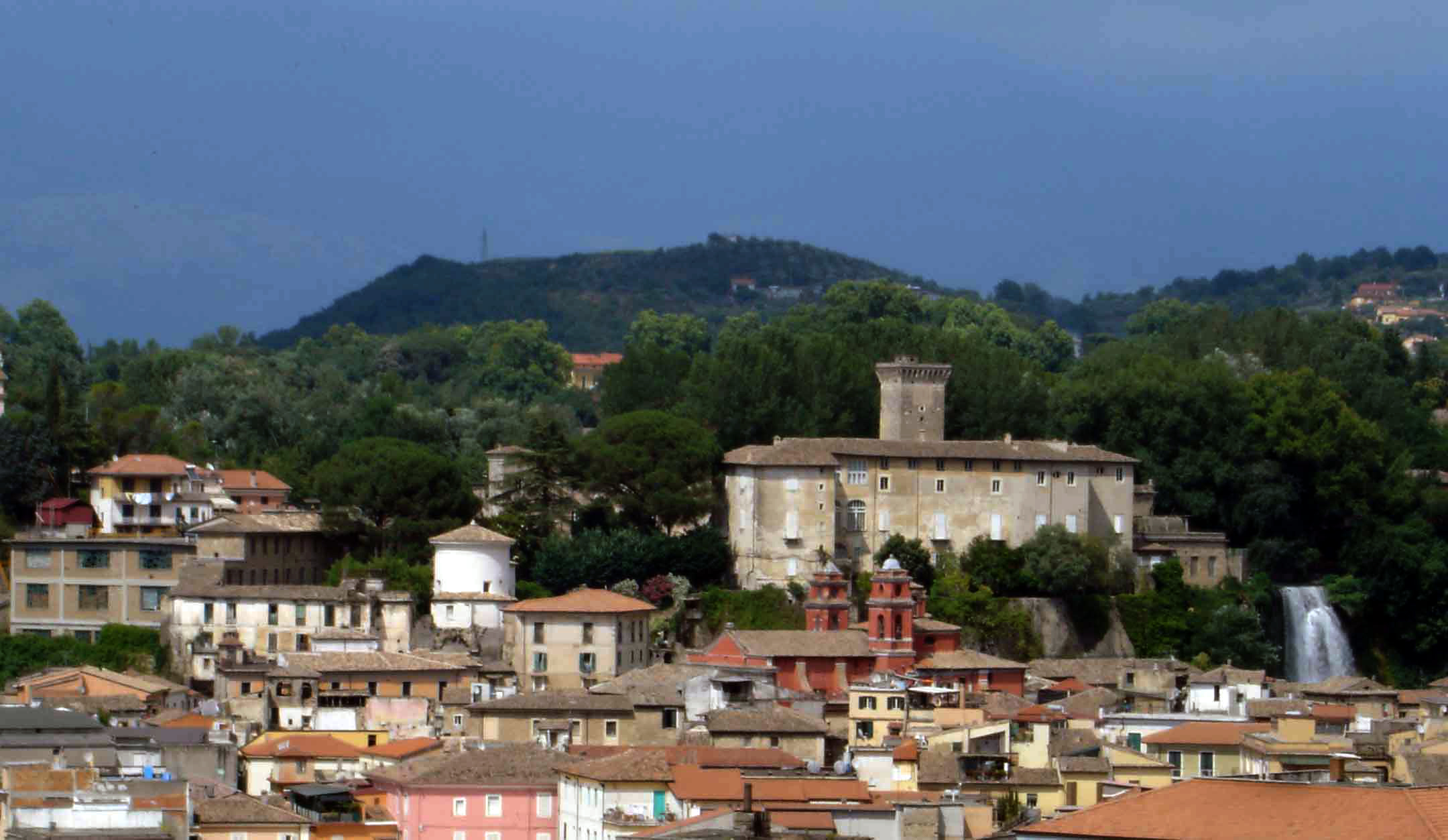
Резиденция герцогов Сора

## История графства Сора
С VI века территория будущего герцогства Сора находилась под властью государств лангобардов, а в 787 году вошла в состав империи франков и была передана Папской области.
В 846 году Сора была аннексирована лангобардским княжеством Салерно. Непосредственное управление городом осуществлял назначаемый сувереном гастальд, который иногда выходил из повиновения. Например, в 858 году гастальд поднял мятеж с целью вернуть Сору в состав Папского государства.
В 970 году Сора стала самостоятельным графством. Первый граф Ильдебрандо был сыном гастальда Рахизио. Графство кроме Соры включало в себя Викальви.
В 1062 году графство было завоевано норманнами. Сыновья графа Джерардо вскоре вернули себе графство Сора, однако 15 августа 1103 года Рожер Борса, герцог Апулии и Калабрии из рода Отвилей, захватил и сжёг город, после чего графство вошло в герцогский домен. Непосредственное управление графством перешло к назначаемому герцогом префекту.
В 1156 году в Соре поднялось восстание против префекта Симоне, однако король Сицилии Вильгельм Злой, владевший герцогством Апулия и Калабрия, сумел восстановить порядок. Впоследствии, после того как территория Соры вернулась в состав Папской области, папа Иннокентий III восстановил графство Сора и 18 июня 1208 года передал его своему брату Риккардо Конти ди Сеньи. Однако город был занят войсками императора, которые сдали город только после упорного сопротивления.
В 1221 году гибеллины захватили власть в Соре и графство вышло из повиновения папе, после чего тут же было оккупировано папскими войсками. Наконец, 28 октября 1229 года императорские войска под командованием генерал-капитана Томмазо ди Аквино, графа ди Ачерра, завоевали территорию графства Сора и вновь присоединили её к Сицилийскому королевству. Около 1248 года Карл I Анжуйский пожаловал графство Сора вместе с Альвито, Пополи и Ортоной своему стороннику Джакомо I Кантельмо.

## ГастальдыСоры
1. VIII в. Ландольфо I
2. X в. Рахизио
3. ?—970 Ильдебрандо ди Рахизио

## Графы Соры
1. 970—? Ильдебрандо ди Рахизио
2. Теутоне
3. Пьетро I
4. Райнери
5. Пьетро II, синьор Арпино, зять графа Одеризио деи Марси
6. ?—1062 Джерардо
7. сыновья графа Джерардо
8. ? Джованни Томачелли
9. 1208—? Риккардо Конти ди Сеньи
10. 1248(?)—1268(?) Джакомо I Кантельмо

## История герцогства Сора

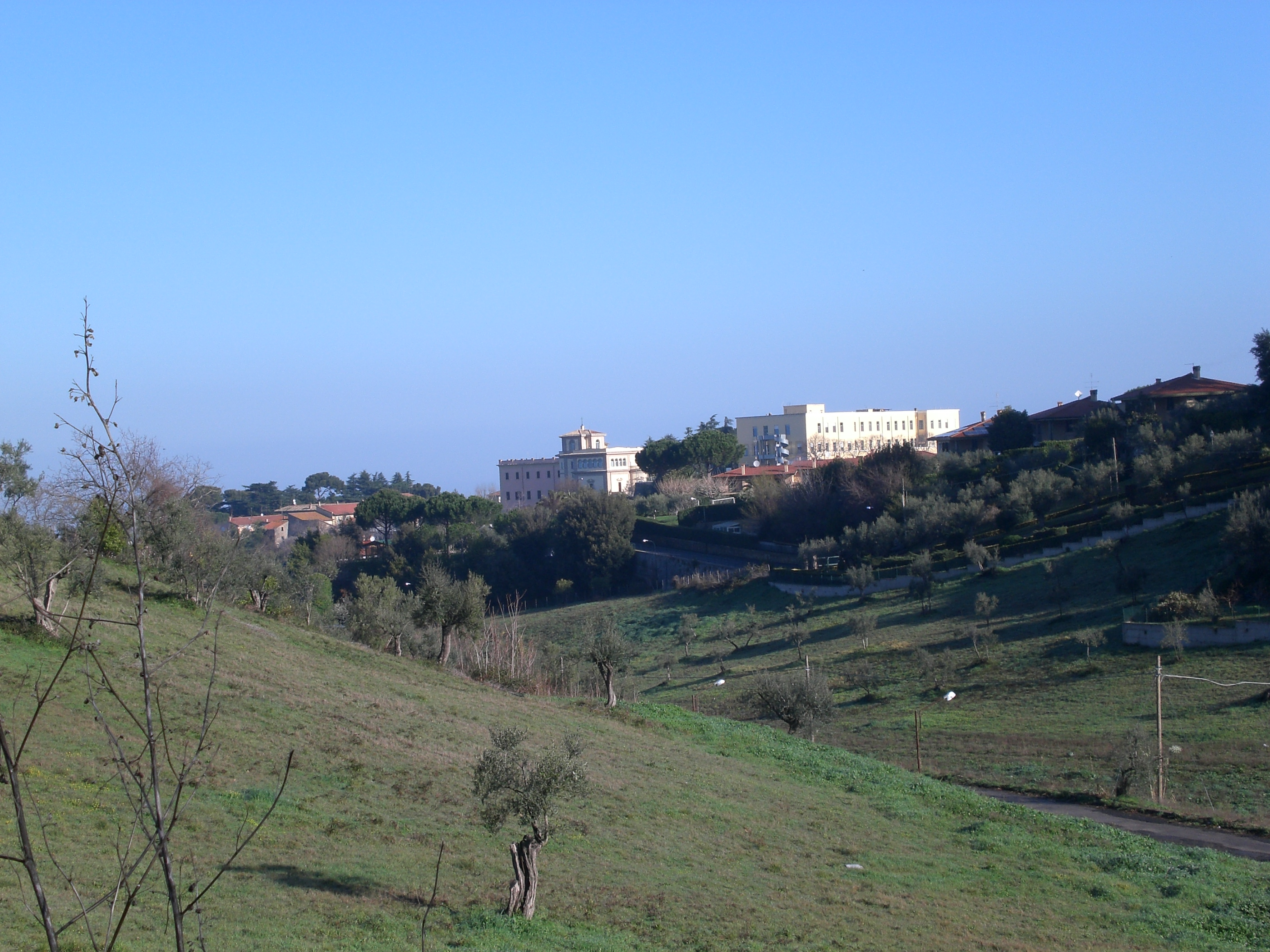
Вилла Сора во Фраскати

## Герцоги Соры
- Никола Кантельмо 1442—1453
- Джованни Паоло 1453—1461
- Сиджисмондо I 1461—1461
- 1461—1472 — к Папскому государству
- Леонардо I Делла Ровере 1472-.XII.1475
- Джованни делла Ровере 1475-6.XI.1501
- Франческо Мария I делла Ровере 1501-20.X.1538
- Элеонора Гонзага (31.XII.1493-13.II.1550) 1538—1539
- Джулио Фельтрио Делла Ровере (р. 15.IV.1533) 1539-3.IX.1578
- Франческо Мария II (20.II.1549-1578-1580-23.IV.1631)
- Джакомо Бонкомпаньи (8.V.1548-1580-26.VIII.1612)
- Грегорио I Бонкомпаньи (8.V.1590-1612-13.X.1628)
- Джованни Джакомо Бонкомпаньи (21.V.1613-1628-18.IV.1636)
- Уго Бонкомпаньи (9.VII.1614-1636-28.X.1676)
- Грегорио II Бонкомпаньи (7.VII.1642-1676-1.II.1707)
- Антонио I Бонкомпаньи (10.IV.1658-1707-28.I.1731)
- Гаэтано Бонкомпаньи (21.VIII.1706-1731-24.V.1777)
- Антонио II Бонкомпаньи (16.VI.1735-1777-1796-26.IV.1805) — к Неаполю